# 川崎公靖
川崎 公靖（かわさき きみやす、1982年4月16日 - ）は、広島県出身の競艇選手。登録番号4271。身長164cm。血液型B型。94期。広島支部所属。同期に岡崎恭裕、今井貴士、小坂尚哉らがいる。

## 来歴
- 広島県立大崎海星高等学校卒業。卒業後、やまと競艇学校に合格。リーグ戦勝率5.92（準優出3 優出2 第2戦優勝）の成績を残した。
- 2004年5月15日、宮島競艇場でデビュー（6着）。
- 2004年8月14日、宮島競艇場での「第34回スポニチ杯競走広島ダービー」2日目1Rで初勝利（39走目）。
- 2005年5月20日、大村競艇場での「西スポ杯　夢の初優勝W決定戦」で初優出（4着）。
- 2008年5月11日、琵琶湖競艇場での「サンケイスポーツ杯争奪 第30回さざなみ賞」で初優勝（優出2回目）。